# Huti (Nepal)
Huti (nep. हुती) – gaun wikas samiti w zachodniej części Nepalu w strefie Mahakali w dystrykcie Darchula. Według nepalskiego spisu powszechnego z 2001 roku liczył on 439 gospodarstw domowych i 2694 mieszkańców (1410 kobiet i 1284 mężczyzn).